# Sushun
Sushun (jap. 崇峻天皇, Sushun-tennō; † 11. Dezember 592) war der 32. Tennō von Japan (587–592).
Er war der zwölfte Sohn Kaiser Kimmeis. Seine Mutter war eine Tochter des Politikers Soga no Iname.
Nachdem sein Bruder Kaiser Yōmei starb, bestieg er den Thron mit Hilfe des Soga-Klans seiner Mutter. Er war Buddhist. Er wurde 592 von seinem Hofmann Yamato no Ayano Atai Koma auf Geheiß von Soga no Umako, einem mächtigen Adligen, ermordet. Sushun war der einzige japanische Kaiser, von dem sicher bekannt ist, dass er einem Mordanschlag zum Opfer fiel. Er ist auch der einzige Kaiser ohne überliefertes Grab.
| Vorgänger | Amt                      | Nachfolgerin |
| --------- | ------------------------ | ------------ |
| Yōmei     | Kaiser von Japan 587–592 | Suiko        |

| Personendaten    | Personendaten                 |
| ---------------- | ----------------------------- |
| NAME             | Sushun                        |
| ALTERNATIVNAMEN  | 崇峻天皇 (japanisch)          |
| KURZBESCHREIBUNG | 32. Tennō von Japan (587–592) |
| GEBURTSDATUM     | vor 587                       |
| STERBEDATUM      | 11. Dezember 592              |